# Bat (stanowisko archeologiczne)
Bat − prehistoryczne osiedle i nekropolia położone w zachodniej części gór Al-Dżabal al-Achdar w Omanie. Osadnictwo od IV tysiąclecia p.n.e. W III tysiącleciu p.n.e. opuszczone z nieznanych przyczyn. Nekropolia wyznaczona jest przez pięć kamiennych wież. Groby zbudowane są z kamiennych płyt, ułożonych jedna na drugiej w kształcie ula. Najwyższe osiągają 8 metrów. Taki typ grobowców był rozpowszechniony w czasie dynastii Hafitów (3500–2700 p.n.e.).